# 헤테로바트미아속
헤테로바트미아속(Heterobathmia)는 나비목에 속하는 곤충 속의 하나이다. 교차이형나방아목 (Heterobathmiina), 교차이형나방상과 (Heterobathmioidea), 교차이형나방과 (Heterobathmiidae)의 유일한 속이다. 남아메리카 남부에 국한해서 발견되며, 낮에만 활동하며, 금속성 광택을 띠는, 원시적인 나방이다. 나방은 노토파구스속 나무 또는 남부너도밤나무의 꽃가루를 먹고, 애벌레는 그 나무의 잎을 갉아 먹는다(Kristensen, 1983, 1999). 대부분의 종은 아직 기술되지 않고 있다.

## 분류
교차이형나방아목 (Heterobathmiina)
- 교차이형나방상과 (Heterobathmioidea)
  - 교차이형나방과 (Heterobathmiidae)
    - 헤테로바트미아속 (Heterobathmia)
      - Heterobathmia diffusa
      - Heterobathmia pseuderiocrania
      - Heterobathmia valvifer